# Wilhelm Bohnstedt
Wilhelm Bohnstedt (5 de outubro de 1888 - 11 de agosto de 1947) foi um oficial alemão que serviu durante a Segunda Guerra Mundial. Foi condecorado com a Cruz de Cavaleiro da Cruz de Ferro.

## Condecorações
| Cruz de Ferro 2ª Classe                                  |
| Cruz de Ferro 1ª Classe                                  |
| Cruz de Cavaleiro da Cruz de Ferro 13 de outubro de 1941 |